# Laktotrofy
Laktotrofy – grupa komórek występujących w przedniej części przysadki mózgowej, wydzielających hormon prolaktynę, pod wpływem bodźców takich jak estrogeny. Nieregularne, grube ziarnistości obecne w tych komórkach wykazują powinowactwo do barwników kwaśnych, dlatego też laktotrofy zaliczane są do komórek kwasochłonnych. Są ponadto erytryzyno-dodatnie oraz oranż G-ujemne.
Laktotrofy posiadają silnie rozwinięte organelle związane z syntezą białek oraz ich wydzielaniem. Ulegają one szybkiej inwolucji po zaprzestaniu karmienia.